# Via Sepulcral Romana

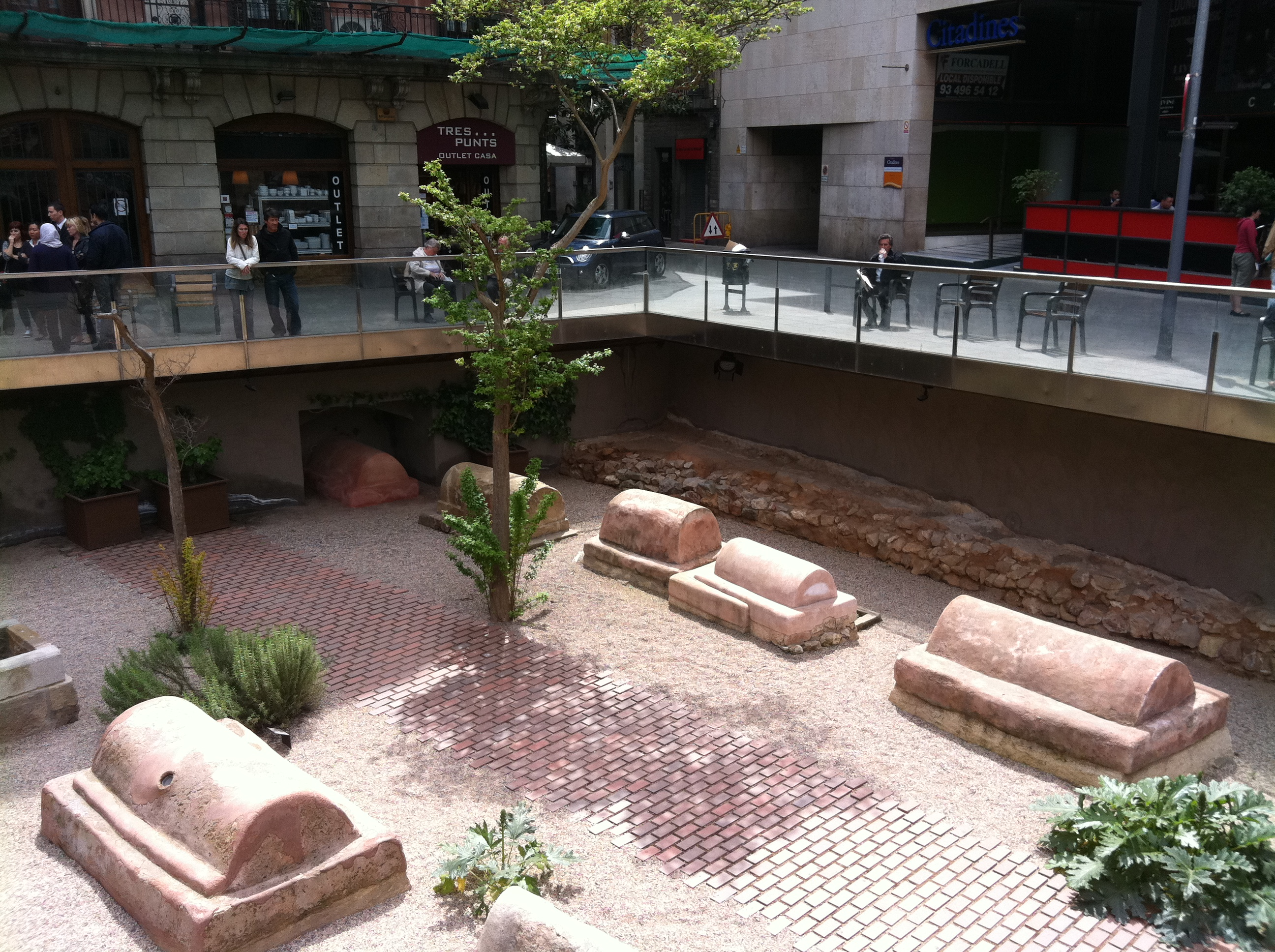
Via Sepulcral Romana (Teilansicht)

Via Sepulcral Romana (katalanisch für „römische Begräbnisstraße“) ist ein Ausgrabungsort in Barcelona. Er befindet sich im Altstadtviertel Barri Gòtic auf dem heutigen Platz Plaça Vila de Madrid. Dort wurden in den 1950er Jahren die Gräber von 85 Menschen entdeckt, die vom 1. bis zum 3. Jahrhundert christlicher Zeitrechnung gestorben waren.

## Geschichte und Bedeutung
In der römischen Siedlung Barcino (Kern der späteren Stadt Barcelona) war es verboten, die Toten innerhalb der Stadtgrenzen zu bestatten. Deshalb fanden die Beerdigungen entlang der Ausfallstraßen statt. Die heute Via Sepulcral Romana genannte Straße führte wahrscheinlich Richtung Sarrià. Die Gräber lagen etwa 250 Meter außerhalb Barcinos.
Die Besonderheit der Ausgrabungsstätte besteht darin, dass die Gräber in ungewöhnlich gutem Zustand wiederentdeckt wurden, da sie auf natürliche Weise „konserviert“ worden waren: Die Straße wurde nach dem 3. oder 4. Jahrhundert nicht mehr genutzt. Der Grund dafür war vermutlich, dass es sich um eine eher unbedeutende Straße handelte, die zudem häufig überschwemmt wurde – dadurch lagerten sich Sedimente ab. Die Gräber wurden im Laufe der Zeit völlig davon verschüttet und gerieten in Vergessenheit. Diese Sedimentüberlagerung führte dazu, dass die Grabanlagen sehr gut geschützt waren gegen Zerstörung, Verwitterung und Verfall. Bei anderen römischen Begräbnisstätten in Barcelona wurden die Gräber im Laufe der Jahrhunderte oftmals zerstört und die Grabsteine als Baumaterial verwendet.

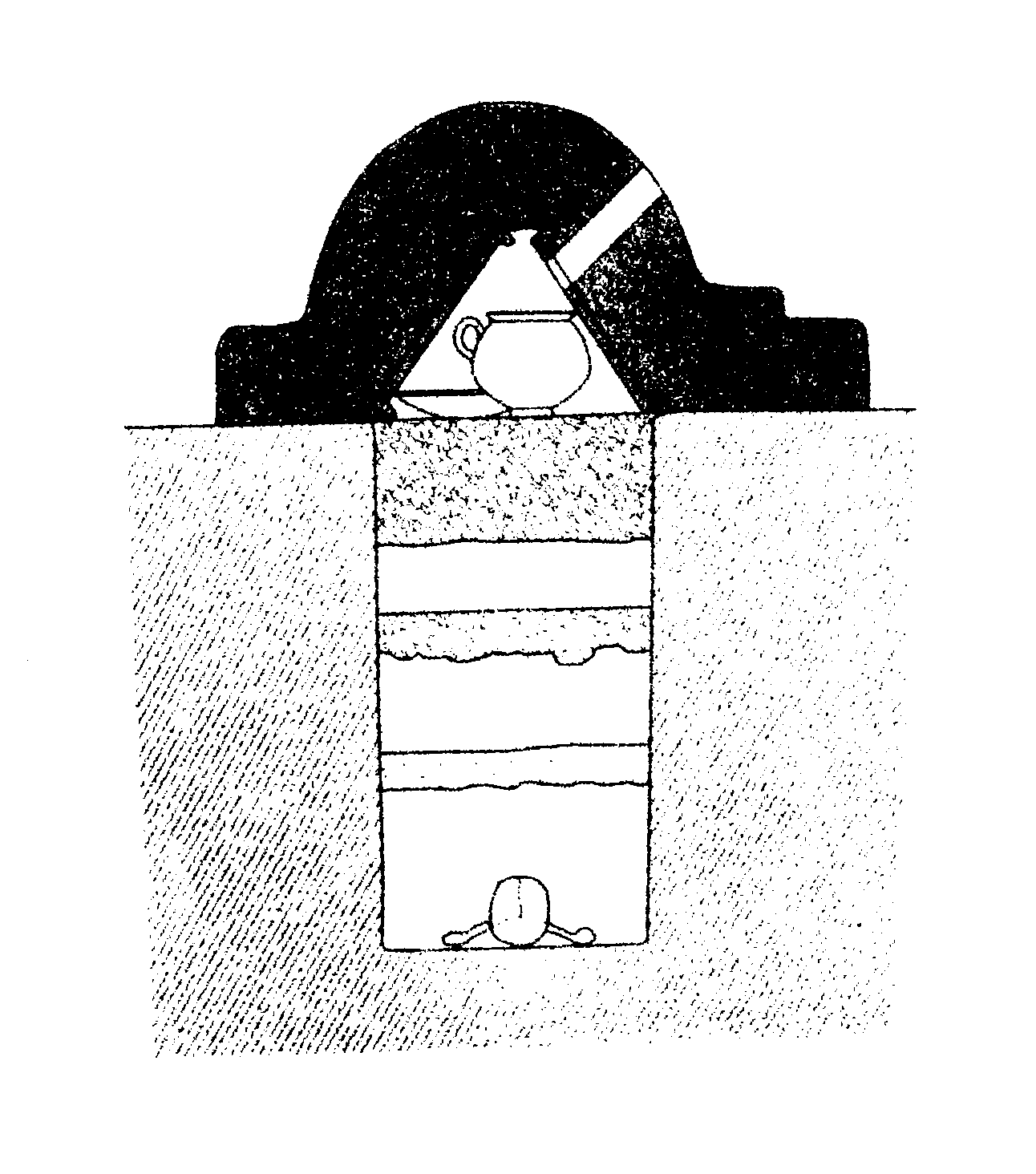
Schematische Darstellung eines Grabes aus der Römerzeit mit einer Cupa als Abdeckung

Ab 1588 wurde in dem Bereich ein Kloster der Barfüßigen Karmeliter gebaut. Das Gelände lag nunmehr innerhalb der neuen Stadtmauern aus dem 13. Jahrhundert. Im 20. Jahrhundert wurde das mittlerweile unbewohnte und völlig verfallene Kloster abgerissen. Stattdessen entstand dort der Platz Plaça Vila de Madrid mit seiner Randbebauung aus Wohnhäusern im klassizistischen Stil.
Erst 1954 wurde die antike Begräbnisstätte bei Erdarbeiten zufällig wiederentdeckt, etwa 5 Meter unterhalb des heutigen Straßenniveaus. 1956 erfolgte eine weitere archäologische Grabung. Gefunden wurden insgesamt 85 Gräber, die sich vor allem durch ihre Abdeckungen unterscheiden: 6 von ihnen haben eine Cupa (lateinisch für „Fass“): Die zylinderförmige Abdeckung symbolisiert ein liegendes Fass, unter dem persönliche Gegenstände des Verstorbenen verstaut waren. Durch eine Öffnung in der Cupa konnten Opfergaben in das Grab eingebracht werden. 59 weitere Gräber haben wesentlich schlichtere Abdeckungen und 20 Gräber haben gar keine. Aus der fehlenden Luxuriösität konnten die Wissenschaftler ableiten, dass dort vor allem Menschen aus der Mittel- und Unterschicht beigesetzt wurden.
Die Ausgrabungsstätte wurde von der katalanischen Regionalregierung in das Register der „Kulturgüter von nationaler Bedeutung“ aufgenommen (katalanisch: béns culturals d’interès nacional) und steht somit unter Denkmalschutz.

## Musealität
Die Ausgrabungsstätte ist ein Außenstandort des Historischen Museums von Barcelona (MUHBA). Da sie sich auf einem öffentlichen Platz befindet, kann sie jederzeit kostenlos besichtigt werden: Eine moderne Brücke auf dem heutigen Straßenniveau führt den Besucher oberhalb der Via Sepulcral entlang, sodass man unten die Gräber sehen kann. Dienstags und sonntags kann die Anlage (gegen Eintrittsgeld) auch unterhalb der Brücke direkt besichtigt werden. Dort befindet sich auch das Centre d'Interpretació (Interpretationszentrum), in dem man weitere Details zu den Ausgrabungen erfahren kann und in dem Fundstücke aus den Gräbern gezeigt werden.